# Jakabfalva
Jakabfalva (románul: Iacobeni, 1920-ig Iacășdorf, németül: Jakobsdorf bei Agnetheln, szászul Giukesdref) falu Romániában, Szeben megyében, az azonos nevű község központja.

## Fekvése
A település a Nagyszebent Segesvárral összekötő út mentén fekszik, a megyeszékhelytől kb. 70 km-re északi irányban, a Hortobágy völgyében haladó főúttól mintegy 1,5 km-re.

## Története
Első említése 1309-ből származik, de valószínűleg már száz évvel azelőtt is létezett. A legrégebbi fennmaradt összeírás 1488-ból való, eszerint Szentágota után a nagysinki járás második legnagyobb községe volt: 75 gazdával, 3 szegénnyel, 1 malommal, 1 iskolával és 4 "puszta" udvarral. A trianoni békeszerződésig Nagy-Küküllő vármegye Szentágotai járásához tartozott. Az 1930-as évekig a lakosság több mint fele szász volt. Az 1990 körüli kivándorlási hullám következtében a részarányuk mára erősen lecsökkent. A 2002-es népszámlálási adatok szerint a lakók közül 2100 román, 505 roma és 52 német volt.
A 12. században épült templomot a P. Don Demidoff által vezetett Casa Don Bosco alapítvány 2005-ben ökumenikus templommá alakította át.

## Galéria

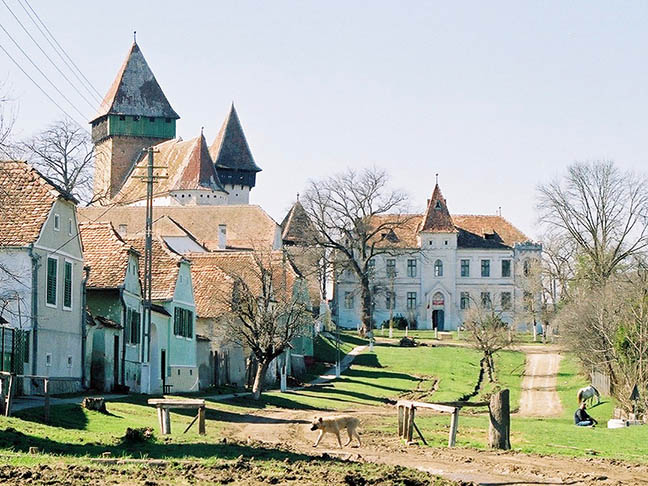
A jakabfalvi templom és iskola
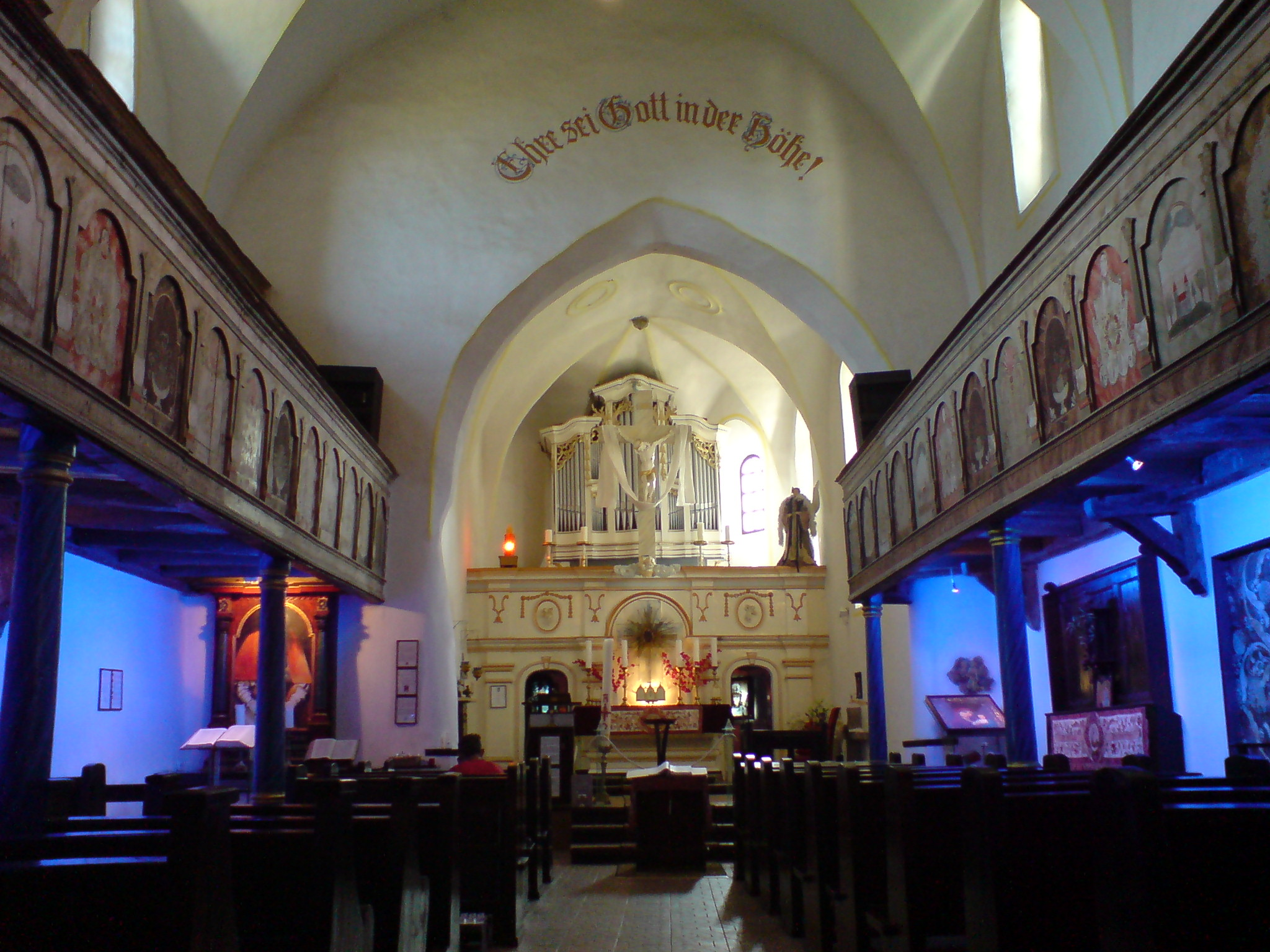
A jakabfalvi templombelső
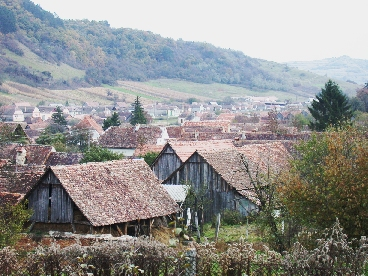
Jakabfalva látképe
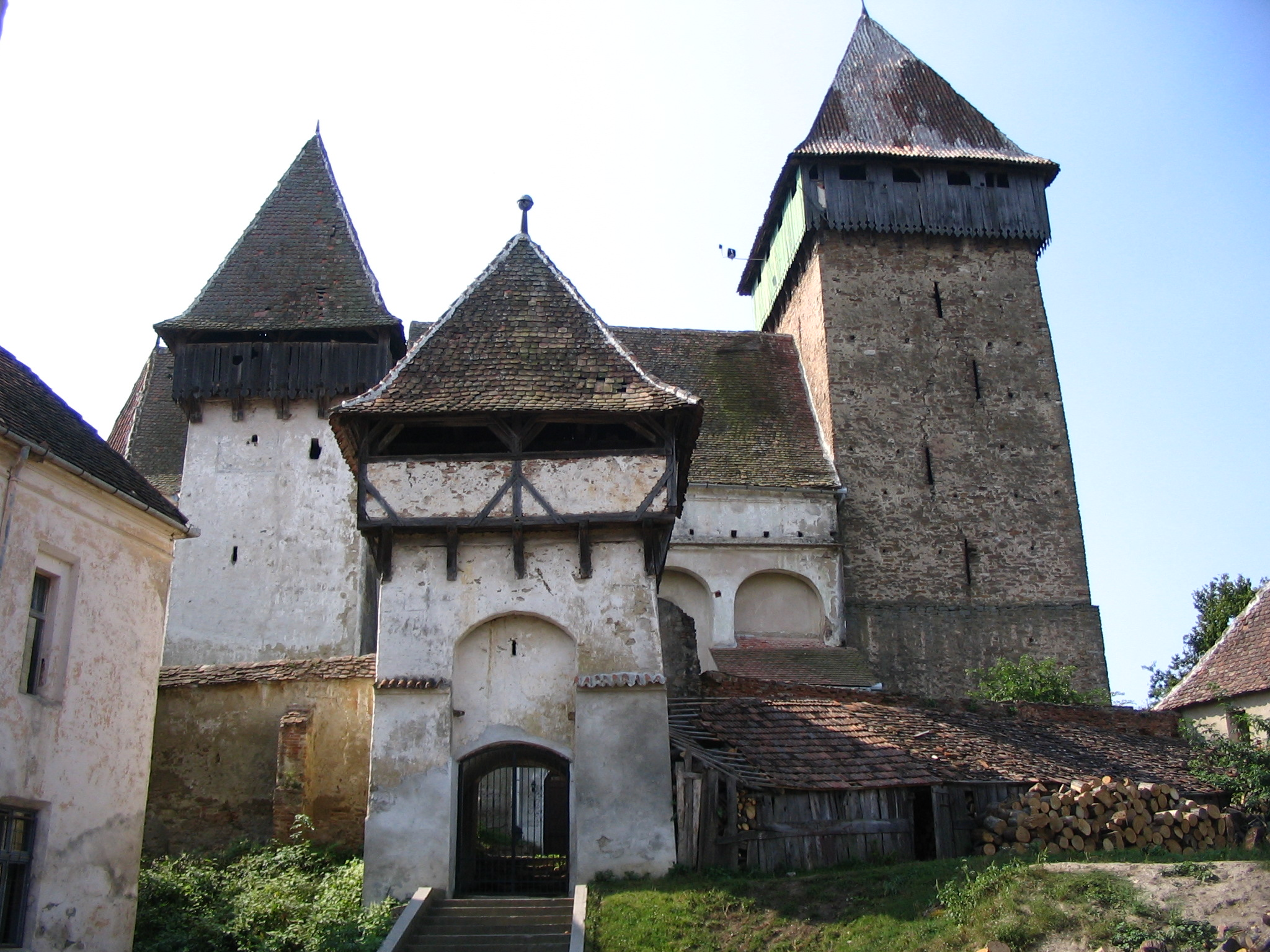
Jakabfalva erődtemplom